# Ou-jang Siou
Ou-jang Siou (čínsky pchin-jinem Ōuyáng Xiū, znaky zjednodušené 欧阳修, tradiční 歐陽修, 1007 – 22. září 1072) byl čínský státník, historik, učenec a básník působící v říši Sung.

## Jména
Ou-jang Siou používal zdvořilostní jméno Jung-šu (čínsky pchin-jinem Yǒngshū, znaky 永叔) a literární pseudonym Starý bumbalista (čínsky v českém přepisu Cuej-weng, pchin-jinem Zuìwēng, znaky 醉翁), případně Vysloužilý učenec Jednoho ze Šesti (čínsky v českém přepisu Liou-i ťü-š’, pchin-jinem Liùyī jūshì, znaky 六一居士).

## Život
Narodil se v městě Ťi-an v provincii Ťiang-si v poměrně chudé rodině. Jeho otec zemřel, když byly Ou-jangovi čtyři roky. Rodina si nemohla dovolit tradiční výchovu, a proto se vzdělával jako samouk. V roce 1030 složil nejvyšší stupeň úřednických zkoušek a stal se tak vysokým státním úředníkem, přesto si uchoval nezávislou a originální mysl. Zpočátku byl jedním z hlavních ochránců politického reformátora Wang An-š’, později se stal jeho čelním odpůrcem. Časem ztratil své postavení v dvorských kruzích  a uchýlil se do ústraní, do prefektury Čchu-čou (v dnešní provincii An-chuej), kde se věnoval literární činnosti. Zemřel v roce 1072 ve městě Fu-jang v provincii An-chuej.

## Dílo
Nejslavnějším se stal pro své prózy esejistického charakteru. Bývá řazen mezi Osm velkých mistrů prózy dynastií Tchang a Sung, jeho vzorem byl esejista Chan Jü.
Jeho historické dílo bylo kritizováno jako příliš školometské, nicméně bylo velmi významné. Ou-jang Siou hrál významnou úlohu při vzniku epigrafiky jako pomocné vědy historické. Jeho nejvýznamnějším historickým dílem je patrně Nová historie Pěti dynastií a Nová kniha o dynastii Tchang (obě počítané mezi tzv. Dvacet čtyři historií, tj. dvacet čtyři oficiálních historických spisů, popisujících čínskou historii od roku 3000 př. n. l. až po dynastii Ming v 17. století). Dalším jeho důležitým vědeckým dílem je Zpráva o východních studiích, v níž popisuje, jak může vzdělaný muž rozvíjet svoje duševní schopnosti prostřednictvím cvičení ve svém volném čase.
Jeho básně jsou často uvolněné, vtipné a zlehčující sebe sama (dával si v nich přezdívku Starý bumbalista), daly by se většinou zařadit do anakreónské poezie. Psal především drobné básně, a to formou cch’ a š’. Tyto své drobnější básně shromáždil ve sbírce Západní jezero je dobré, kterou tvoří deset básní napsaných na melodii písně Sklizeň moruší. Jeho možná nejslavnějším dílem je lyrický esej s autobiografickými rysy Pavilón starého bumbalisty (醉翁亭记, česky v antologii Zpěvy staré Číny v překladu Bohumila Mathesia).